# Lenna
Lenna är en ort och kommun i den italienska provinsen Bergamo i regionen Lombardiet. Kommunen hade 598 invånare (2018) och gränsar till Camerata Cornello, Dossena, Moio de' Calvi, Piazza Brembana, Roncobello, San Giovanni Bianco och Valnegra.